# Central de Cabdella

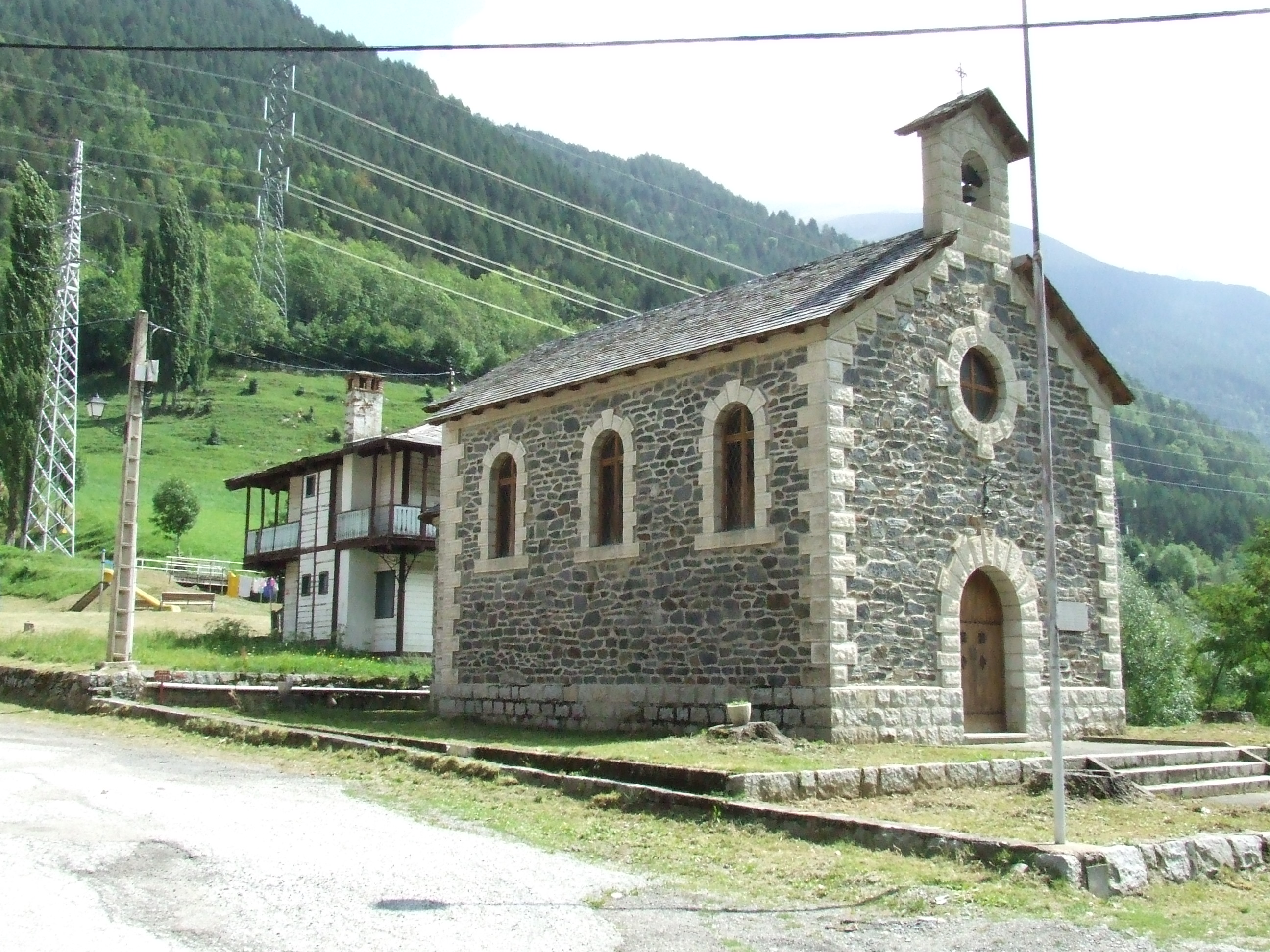
Iglesia de la Virgen de Montserrat de la Central de Cabdella.

La Central de Cabdella es una importante central eléctrica de la Vall Fosca, perteneciente al municipio de La Torre de Cabdella, que contiene un pequeño núcleo de población para sus empleados y que, con el paso del tiempo, se ha consolidado como un pueblo más del término, y de los más habitados.
Está situada al norte del término municipal, a pie de carretera. Tiene cerca y al norte el pueblo de Cabdella (único que está más arriba que la central). Dista 1,5 km de Cabdella y 5,5 de la Torre de Capdella.
En el poblado de la Central de Capdella está la iglesia, moderna, de la Virgen de Montserrat. Al noroeste de la casería, se encuentran las ruinas de la iglesia de Sant Miguel d'Estaiposi.
En una parte de las instalaciones de la Central se encuentra el Museo Hidroeléctrico de Cabdella, perteneciente al Museo de la Ciencia y de la Técnica de Cataluña, recientemente abierto al público.

## Historia
El núcleo de población de la Central de Cabdella, convertido hoy en día un pueblo más del municipio, llegó a ser el más poblado, con 138 habitantes en 1970 y 132 en 1994. En 2005 es el cuarto, con 54.
Su población es fundamentalmente la relacionada con el funcionamiento de la central, pero se han ido estableciendo otros pobladores realizando tareas complementarias, como un pequeño hotel.

## La Central hidroeléctrica
Fue la primera construida en Cataluña. Lo fue en el año 1914 por la compañía Energía Eléctrica de Cataluña, que la traspasó a la Canadiense al cabo de unos años. De esta manera la Canadiense (transformada más adelante en Fuerzas Eléctricas de Cataluña SA, FECSA) unificaba las explotaciones de la Vall Fosca con las del embalse de San Antonio, que construía en aquella misma época.
La central aprovecha las aguas del sistema del Estany Gento, a través de un canal de cinco kilómetros con un desnivel de 836 metros. Además, los servicios para tener al día toda la instalación incluyen un funicular que comunica la central con la cámara de carga, situada en la vertiente sur-occidentales del Montsent de Pallars, desde una vía férrea sigue ras de canal hasta el lago Gento.
Tiene una potencia instalada de 26 000 kVA y una producción anual de 61 millones de kWh.